# Bestelling
Bestellen is het geven van een opdracht om een goed of dienst te leveren. Een bestelling maakt vaak deel uit van het koopproces na het opstellen van een koopovereenkomst. Bij post- en pakketbezorging betekent bestellen het verzorgen van de levering. Juridisch wordt het bestellen gezien als een rechtshandeling met eigendomsoverdracht als rechtsgevolg. 